# Michaela Resetar
Michaela Resetar (* 1966 in Vorau) ist eine österreichische Politikerin (ÖVP). Resetar war von 2004 bis 2015 Landesrätin und Mitglied der Burgenländischen Landesregierung in den Landesregierungen Niessl II und Niessl III. Vom 9. Juli 2015 bis zum 17. Februar 2020 war sie Abgeordnete im Burgenländischen Landtag.

## Ausbildung und Beruf
Michaela Resetar besuchte von 1973 bis 1977 die Volksschule in Oberschützen und ab 1977 das Bundesgymnasium Oberschützen. 1981 wechselte sie an das Evangelische Oberstufenrealgymnasium Oberschützen, an dem sie 1985 maturierte. Im Anschluss absolvierte Resetar von 1985 bis 1988 die Pädagogische Akademie Ettenreichgasse und legte 1988 die Lehramtsprüfung für Volksschulen ab. Resetar absolvierte im Anschluss noch ein Studium der Betriebswirtschaft an der Wirtschaftsuniversität Wien, das sie 1996 mit dem akademischen Grad Magistra der Sozial- und Wirtschaftswissenschaften abschloss.
Resetar absolvierte 1991 eine zweimonatige Praxis am Austrian foreign trade office in Sydney und arbeitete bis 1997 in der Landwirtschaft ihres Mannes mit. Sie ist seit 1997 Geschäftsführerin der Burgenland Therme Bad Tatzmannsdorf und des Hotels AVITA (Planung, Errichtung und Betreibung seit Eröffnung). Seit 2000 ist sie auch Vorstandsmitglied des Marketingvereins Bad Tatzmannsdorf.

## Politik
Michaela Resetar wurde am 27. Mai 2004 vom Burgenländischen Landtag zur Landesrätin gewählt. Sie war in der Landesregierung Niessl II und Niessl III, ihr Ressort umfasste die Bereiche Tourismus, Verkehr und Bildung. Sie war 13 Jahre lang ÖVP-Bezirksparteiobfrau im Bezirk Oberwart, im April 2018 folgte ihr Georg Rosner als Bezirksparteiobmann nach. Nach der Landtagswahl 2015 wurde sie Abgeordnete im Burgenländischen Landtag, aus dem sie nach der Landtagswahl 2020 wieder ausschied.

## Privates
Resetar ist mit Adalbert Resetar verheiratet und hat zwei Kinder. Sie wohnt in Schachendorf.

## Auszeichnungen
- 2020: Komturkreuz des Landes Burgenland[3]